# آرثر فيرغسون (ضابط شرطة)
الفريق أول السير آرثر جورج فيرغسون (بالإنجليزية: Arthur Ferguson)‏(22 يونيو 1862 – 14 فبراير 1935) كان ضابطًا في الجيش البريطاني وضابط شرطة، شغل منصب مفتش شرطة الملك في اسكتلندا.